# Hic sunt dracones

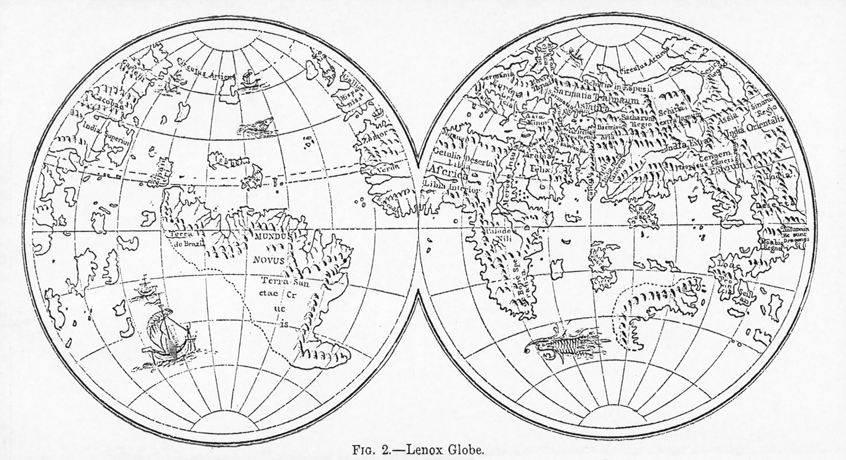
Een afbeelding van de kaart op de globe van Hunt-Lenox, uit de Encyclopaedia Britannica van 1874

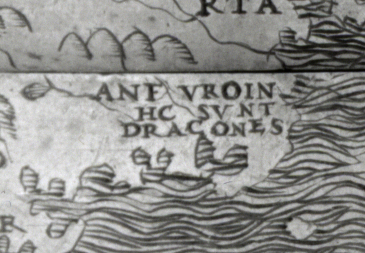
Idem, Zuidoost Azië uitvergroot

Hic sunt dracones of in kapitalen HC SVNT DRACONES is Latijn voor "hier zijn draken". Het is afkomstig uit de cartografie en het is, ten onrechte, synoniem geworden voor kaartenmakers die hun verbeelding lieten spreken bij gebrek aan kennis over verre oorden.

## Bron
Bij de productie van vroege wereldkaarten en globes ontbrak het de makers vaak aan gedetailleerde gegevens over grote delen van de Aarde. Vaak beschreven of tekenden ze fabeldieren als reuzenslangen en andere monsters in een witte vlek op de kaart. Op een globe die mogelijk in 1504 werd vervaardigd en die uit twee halve struisvogeleieren werd gemaakt, staat de tekst HC SVNT DRACONES bij de kust van Zuidoost-Azië. Op de globe van Hunt-Lenox, die van enkele jaren later is, staat deze tekst ook.
De genoemde globes zijn de enige bekende cartografische producten die de tekst hic sunt dracones gebruikten en ze lijken zozeer op elkaar dat ze mogelijk van dezelfde bron zijn. De notie dat cartografen deze tekst vroeger massaal op kaarten gebruikten, moet als broodjeaapverhaal beschouwd worden.
Sedertdien is deze term, als origineel of in het Engels ("here be dragons") een gevleugeld begrip geworden voor onbekend of gevaarlijk terrein. Dat komt niet in de laatste plaats door de populaire cultuur, zoals in het computerspel Divinity II: Ego Draconis. Jean-Luc Picard gebruikt het begrip in een aflevering van Star Trek: The Next Generation om onbekende ruimte mee aan te duiden.

## Programmeren
Bij het programmeren van computers wordt de tekst soms gebruikt om bijzonder complexe delen van de code te markeren, opdat anderen er slechts met behoedzaamheid mee aan de gang gaan. In versie 3.5 van Mozilla's Firefox verscheen de Engelse tekst bij het openen van het configuratiescherm, om een vergelijkbare reden.